# Мпумаланга
Мпумаланга (на английски и на африкаанс: Mpumalanga, произнася се по-близко до Умпумаланга) е провинция в източната част на Република Южна Африка (РЮА). На изток граничи с Мозамбик и Есватини, и с провинциите Фрайстат, Гаутенг, Лимпопо, Квазулу-Натал. Административен център е град Нелспройт.

## Население
3 536 300 (2007)

### Расов състав
- 92,4% – черни
- 6,5% – бели
- 0,2% – цветнокожи
- 0,2% – азиатци

### Езици
Говорими езици са: свази (31 %), зулски (26 %), ндебеле (12 %), северен сото (11 %), африкаанс (6 %), цонга (4 %) и басуто (4 %).